# 18 бронзовых бойцов
«18 бронзовых бойцов» (англ. The 18 Bronzemen, кит. трад. 少林寺十八銅人, упр. 少林寺十八铜人, палл. Шао Линь сы ши ба тун жэнь) — фильм о восточных единоборствах Джозефа Го, посвящённый шаолиньским монахам и их борьбе против династии Цин. Главные роли исполнили Шангуань Линфэн, Тянь Пэн и Картер Вон.

## Сюжет
В эпоху завоевания Маньчжурией Китая, сын китайского генерала, верного династии Мин, находит убежище в стенах монастыря Шаолинь. Там он изучает боевые искусства и готовится отомстить за смерть своего отца. Но прежде его ждёт суровое испытание — 18 бронзовых бойцов Шаолиня.

## В ролях
- Шангуань Линфэн — Лу Сяоюнь
- Тянь Пэн[англ.] — Шаолун
- Картер Вон[англ.] — старший соученик Вань
- И Юань[кит.] — Хэй Жуин
- Чжан И[англ.] — Гуань Чжиюань, генерал династии Мин
- Кэ Юминь — главный настоятель

## Съёмочная группа
- Компания: Hong Hwa International Films (H.K.) Ltd., Le Chang Film Co., Ltd., Karlot International Films ltd.
- Продюсер: Чжоу Дэ, Чжан Вэньяо
- Исполнительный продюсер: Джозеф Го
- Режиссёр: Джозеф Го
- Автор сценария: Джозеф Го, Янь Чжун, Чжан Синьи
- Ассистент режиссёра: Чжан Пэнъи, Ляо Куаньцзюнь
- Постановка боевых сцен: Чань Сиупхан, Цзинь Тун[англ.], Хуан Фэйлун
- Гримёр: Ли Лицзюань, У Сялин
- Дизайнер по костюмам: Сунь Чжиюн, Чжан Яньли
- Оператор: Чжун Шэнь, Чэнь Минцзюнь, Чэнь Шэнтан

## Отзывы
Дональд С. Уиллис в своей книге Horror and Science Fiction Film IV назвал картину «рутинным боевиком с боевыми искусствами», отметив «длинный и странный эпизод, в котором шаолиньские ученики сталкиваются с бронзовыми людьми». Борис Хохлов в своей рецензии на сайте HKCinema в заключении написал, что «современному зрителю впечатляться тут особенно нечем», но «тем, кто изучает китайское боевое кино и способен абстрагироваться, чтобы оценить не безупречность реализации, а полёт фантазии, в «18 бронзовых бойцах» определённо есть чем поживиться». Эндрю Сароч так охарактеризовал режиссёрскую работу Джозефа Го: 
«Тридцать шесть ступеней Шаолиня» остаются основным эпиком с шаолиньскими тренировками, но «18 бронзовых бойцов» имеют много, чтобы выделиться из множества, и это, безусловно, рекомендация.
 Авторы книги The Encyclopedia of Martial Arts Movies называют кунг-фу «выше среднего», но сюжет, по их мнению, «очень стандартен».